# Wet Season
Pour plus de détails, voir Fiche technique et Distribution.
Wet Season, c'est dire Saison humide, titre original 热带雨 ou Rèdài yǔ, c'est-à-dire Pluie tropicale, est un film singapourien de 2019 réalisé par Anthony Chen.
Métaphore sociale aux références subtiles à la culture des Chinois d'outremer, le film révèle de litote en litote les pesanteurs d'une histoire non dite qui conduisent à exclure l'individu d'un monde aux apparences heureuses.

## Synopsis
Ling, une immigrée sinomalaise, est mariée à Andrew Lim, un homme d'affaires singapourien souvent absent, physiquement et moralement. Huit années d'essais d'insémination artificielle ont toutes échoué. Elle est plus proche de son beau père, intellectuel lui-même né en Chine. Désormais en fauteuil roulant, celui ci, quoique aphasique, a gardé toute sa vivacité d'esprit. C'est à elle qu'il revient de lui prodiguer les soins intimes, ce qu'elle assume maternellement.
Ling enseigne le mandarin, matière considérée comme négligeable, dans une classe de terminale (en) d'une école secondaire (en) de Singapour. Les élèves ne respectent guère cette Hoklo qu'ils imaginent bouddhiste voire superstitieuse et qui mange du durian, fruit à l'odeur très forte que son frère vend dans la rue. Ni sa collègue, qui est une voisine, ni son directeur n'arrivent à la regarder comme une des leurs. Un de ses élèves, champion de chang quan, Weilun Kok, a cependant besoin de prendre auprès d'elle des cours de rattrapage. Les parents de celui-ci travaillent à l'étranger et comptent sur ses compétences futures pour redresser leurs affaires. 
Les circonstances, les cours particuliers, le fruit, l'absence parentale, le rattachement à la tradition des arts martiaux traditionnels, la mort du beau père, ôtant ainsi à Ling sa place dans son foyer, vont conduire l'enseignante et son élève à se rapprocher.

## Fiche technique
- Titre original : 热带雨, Rèdài yǔ
- Titre français : Wet Season
- Réalisation et scénario : Anthony Chen
- Direction artistique : Yong Chow Soon
- Photographie : Sam Care
- Montage : Hoping Chen et Joanne Cheong
- Pays d'origine : Singapour
- Format : Couleurs - 35 mm - 2,35:1
- Genre : drame
- Durée : 103 minutes
- Dates de sortie :
  - Canada : 8 septembre 2019 (Festival international du film de Toronto 2019)
  - Singapour : 28 novembre 2019
  - France : 19 février 2020

## Distribution
- Yeo Yann Yann : Ling
- Jia Ler Koh : Weilun
- Christopher Lee Ming-Shun : Andrew, le mari de Ling
- Shi Bin Yang : le beau-père

## Réception critique
En France, le site Allociné recense une moyenne des critiques presse de 3,5/5.

## Distinctions

### Récompenses
- Festival du film de Turin 2019 : prix du meilleur scénario[2]
- 56e cérémonie des Golden Horse Film Festival and Awards : meilleure actrice pour Yeo Yann Yann[3],[4]

### Nominations
- 56e cérémonie des Golden Horse Film Festival and Awards : meilleur film, meilleur réalisateur, meilleur acteur dans un second rôle pour Jia Ler Koh et Shi Bin Yang, meilleur scénario original

### Sélections
- Festival international du film de Toronto 2019 : sélection en section Platform
- Festival international du film de Thessalonique 2019 : sélection en compétition internationale
- Festival international des cinémas d'Asie de Vesoul 2020 : présentation en avant-première

### Sources
1. ↑  « Wet Season », sur Allociné (consulté le 19 février 2020).
2. ↑  « Premi ufficiali TFF – Torino Film Festival 37: ecco i vincitori », sur Quotidiano Piemontese, 30 novembre 2019 (consulté le 19 février 2020)
3. ↑  Rebecca Davis, « Horses and Golden Roosters Pick Contrasting Winners », sur Variety, 23 novembre 2019 (consulté le 19 février 2020)
4. ↑  « 'A Sun', 'Detention' win big at Taiwan’s Golden Horse Awards », sur Screen International, 24 novembre 2019 (consulté le 19 février 2020)